# Trnavské automobilové závody
Трнавський автомобільний завод (словац. Trnavské automobilové závody) (TAZ) був виробником автомобілів в Трнаві, Словаччина, котрий випускав автомобілі в період з 1973 по 1999 рік. Компанія отримала права на виробництво фургона TAZ 1500 (раніше Škoda 1203). TAZ була одна частиною заводів Škoda Auto. До виробництва 1203/1500, TAZ був виробником автомобільних частин і компонентів та виробляла побутову техніку.

## Галерея

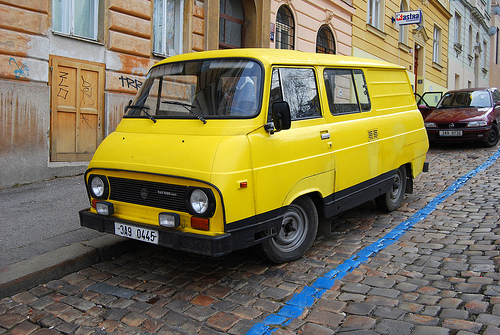
TAZ 1500
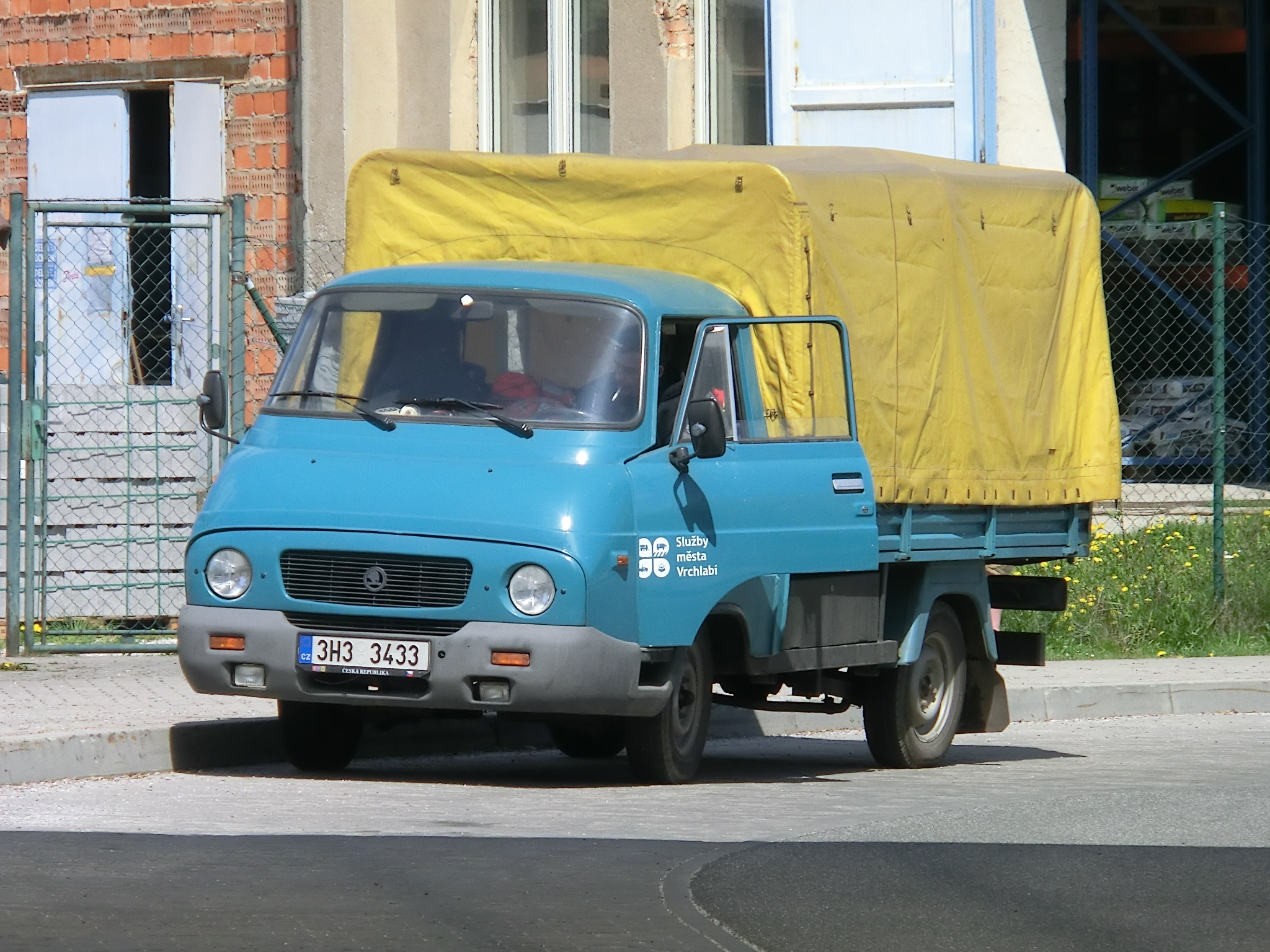
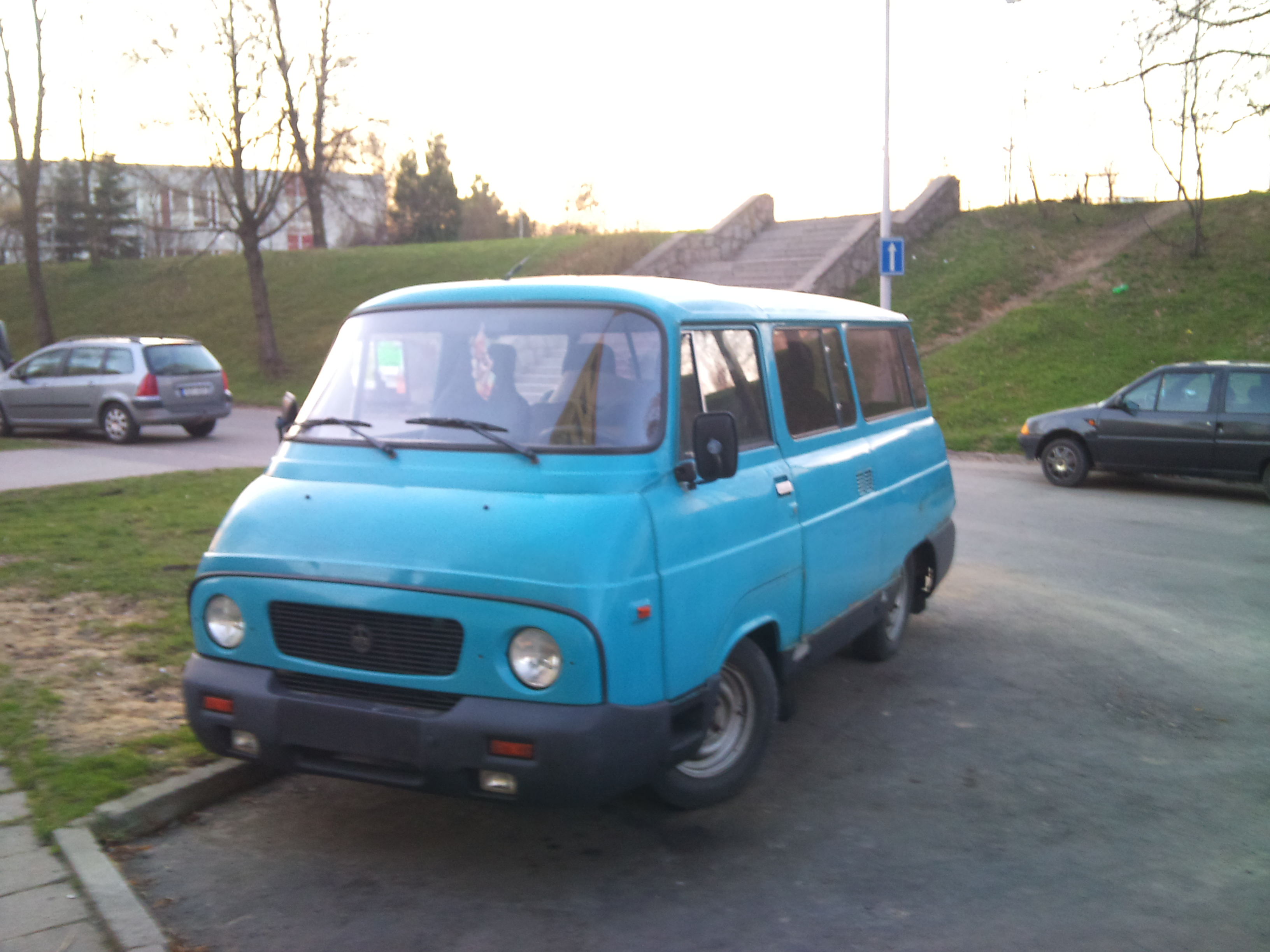
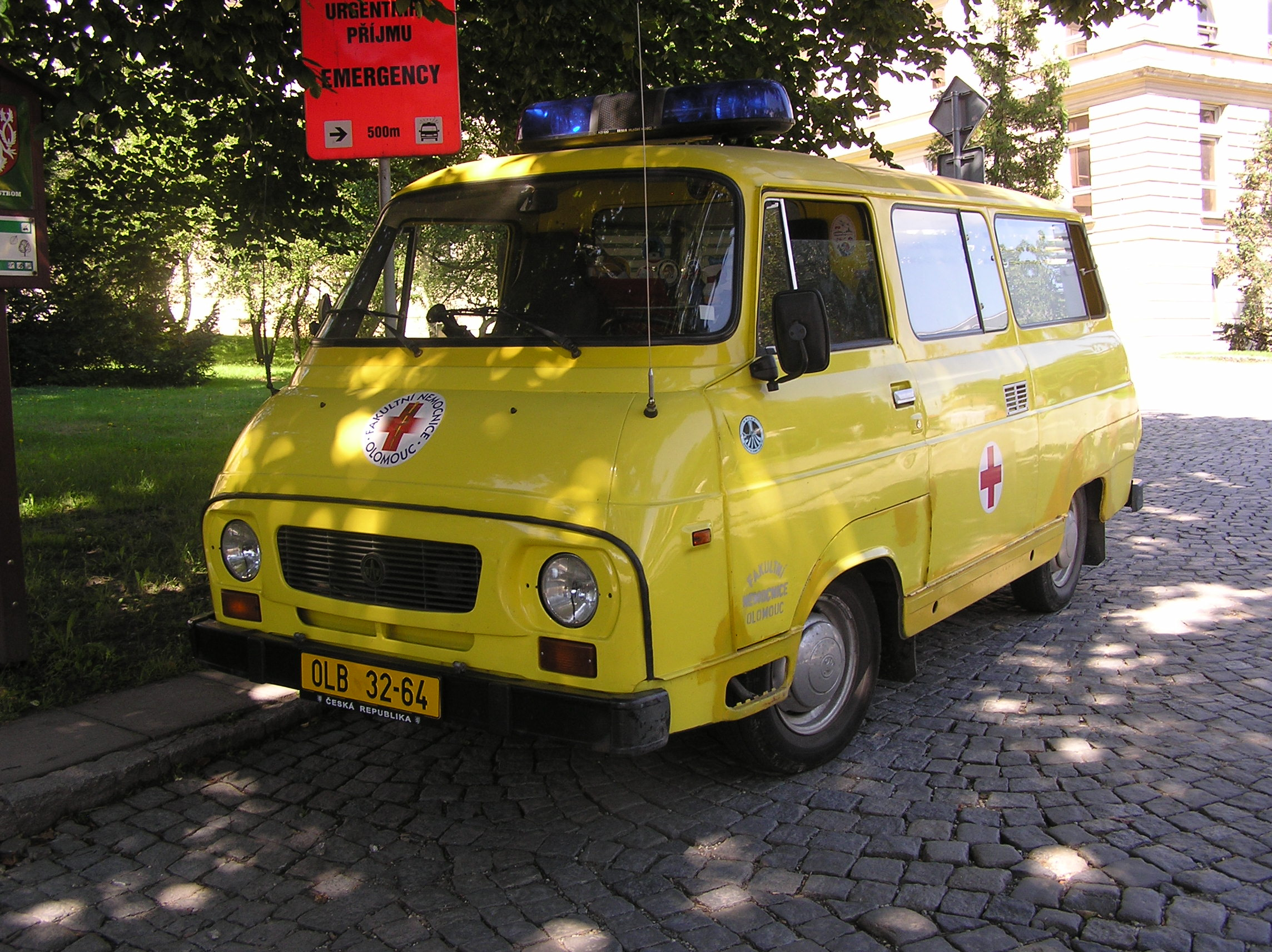